# HMS Bremön (55)
HMS Bremön (55) var en svensk minsvepare och en av 14 ur Arholma-klassen som byggdes för att svepa och lägga ut minor, utföra eskorter utmed kusten samt avvisa främmande flyg och fartyg. Arholma-klassen minsvepare skulle fungera som utbildningsplattformar för flottans personal. HMS Bremön var på 1960-talet moderfartyg för dvärgubåten Spiggen. Hon utrangerades 1966 och användes sedan som utbildningsplatform av ångturbiner för jagare. Hon är idag bevarad som museifartyg vid Marinmuseum i Karlskrona och öppen för besök. 23 februari 2023 meddelade Marinmusem att man uppmätt radioaktiv strålning i några föremål ombord på Bremön och museifartyget stängdes därför under en period för allmänheten och egen personal. Mätningarna gjordes till följd av att Strålsäkerhetsmyndigheten i september 2022 hittat radioaktiva ämnen på flera fartyg på det maritima museet i Göteborg.
Under andra världskriget var minsveparna ur Arholma-klassen flitigt använda och utgjorde en mycket viktig del av den svenska neutralitetsvakten. De blev kända som "arbetshästar" av mycket gott utförande.

## Utlandsresa

### 1950
Detta året var HMS Bremön med på långresa ner till Europa. Med på resan var även luftvärnskryssaren HMS Gotland och minsveparna HMS Kullen, HMS Bredskär och HMS Arholma.
Färdväg
1. Karlskrona Avseglade 2 maj 1950
2. Göteborg Avseglade 22 maj 1950
3. Belfast, Irland Anlöpte 26 maj 1950, avseglade 28 maj 1950
4. Brest, Frankrike Anlöpte 2 juni 1950, avseglade 4 juni 1950
5. Rotterdam, Nederländerna Anlöpte 9 juni 1950, avseglade 11 juni 1950
6. Göteborg Anlöpte 14 juni 1950

## Bilder

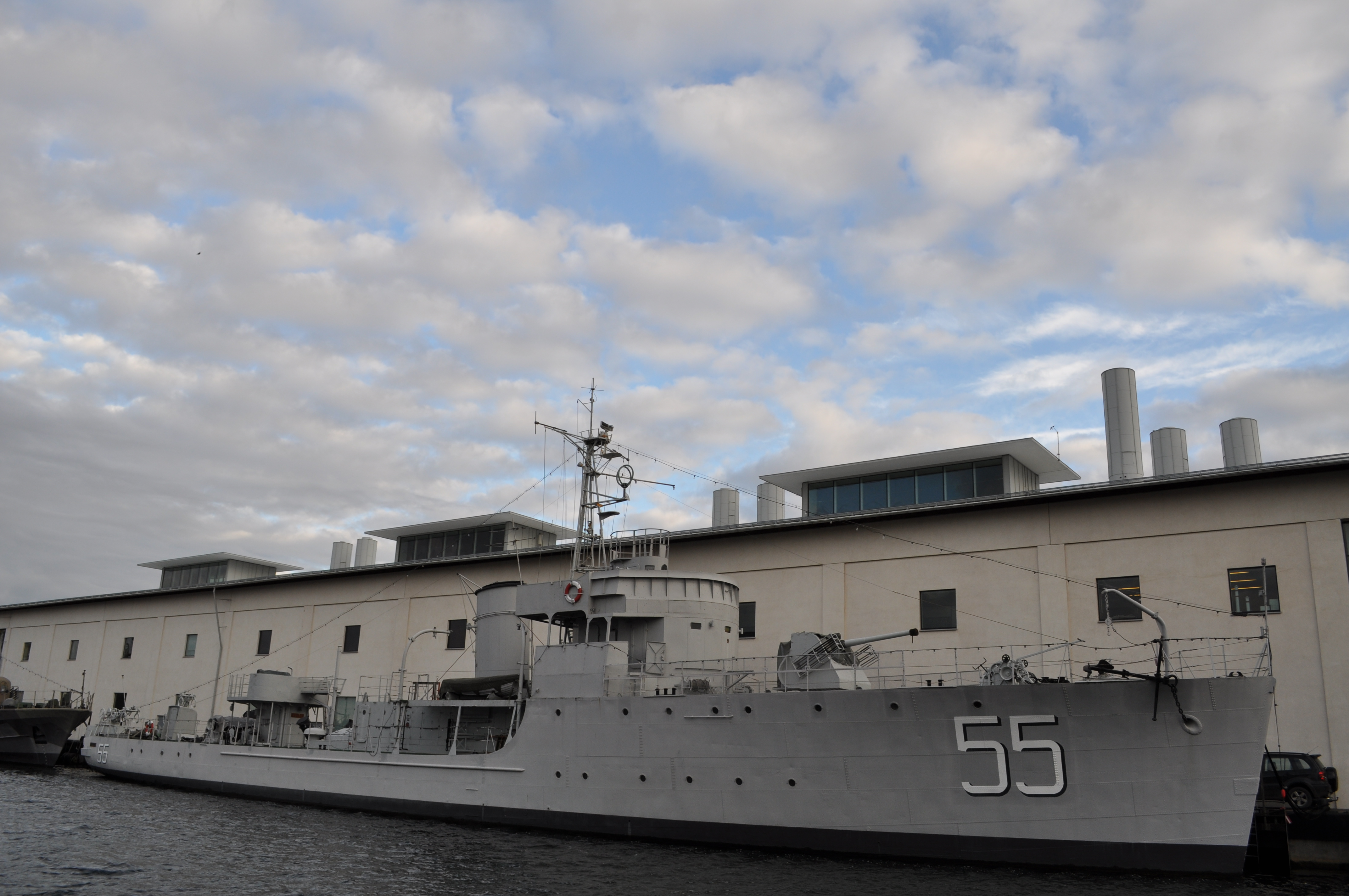
Bremön vid Marinmuseum i Karlskrona.
HMS Bremöns vapen.